# Église Saint-Ferdinand d'Argenteuil
L'église Saint-Ferdinand est une église catholique d'Argenteuil (Val-d'Oise). Elle appartient à l'association diocésaine du diocèse de Pontoise et dépend depuis 2017 du doyenné d'Enghien-Montmorency. Elle est dédiée à saint Ferdinand ; la paroisse Saint-Ferdinand fait partie d'un groupement de paroisses incluant les paroisses d'Enghien et de Saint-Gratien et ne dépend plus du doyenné d'Argenteuil.

## Histoire
La population d'Argenteuil passe de dix-sept mille en 1901 à plus de soixante-dix mille en 1931. Aussi est-il décidé de bâtir une nouvelle église dans le nouveau quartier de la cité des Jardins dont beaucoup d'habitants sont ouvriers à la centrale électrique de Gennevilliers. La première pierre est posée en 1931, et la construction financée en grande partie par Mme Ferdinand Daulnoy, selon les plans d'Alfred Nasousky. Elle est consacrée le 19 mai 1932 par Mgr Roland-Gosselin, tout nouvel évêque du diocèse de Versailles dont dépendait la future paroisse.

## Description
L'église de style néo-roman possède une longue nef de cinq travées flanquée de collatéraux avec un chevet polygonal. Les voussures du portail sont ornées de motifs végétaux. Le tympan présente un buste de saint Ferdinand. Le clocher-porche montre des baies géminées sous un oculus. 
L'intérieur de l'église de 32,5 mètres sur 15,5 mètres est à voûtes quadripartites avec des arcs en plein-cintre reposant sur des colonnes dont les chapiteaux sont ornés de motifs végétaux.